# Дом И. И. Колокольникова
Дом И. И. Колокольникова — историческое здание в Москве, построенное в конце XVIII — начале XIX века. Объект культурного наследия федерального значения. Расположен на Старой Басманной улице, дом 18, строение 3.

## История
Дом построен в 1787 году на месте ветхого предыдущего здания. Первоначально он был Г-образным в плане, с деревянным этажом на каменном цокольном этаже. В 1801 году по линии улицы возведена деревянная пристройка, рядом построен каменный одноэтажный флигель (нынешнее строение 4). Между 1810 и 1816 годами деревянный этаж заменён каменным, а объём дома расширен в направлении двора. Во второй половине XIX века владение было объединено с соседним, принадлежавшим купцам Мараевым.

## Архитектура
Двухэтажное кирпичное здание оформлено в стиле классицизма. В центре композиции главного фасада — портик с четырьмя пилястрами. Оконные проёмы на незначительно выступающих боковых ризалитов оформлены арками. Отделка окон нижнего этажа с замковыми камнями и наличники верхнего этажа выполнены позднее, в 1840-х гг. Частично сохранились интерьеры середины XIX века, включающие печи, филёнчатые двери, лепнину, наборный паркет.